# Malleret
Malleret é uma comuna francesa na região administrativa da Nova Aquitânia, no departamento de Creuse. Estende-se por uma área de 11,8 km². Em 2010 a comuna tinha 44 habitantes (densidade: 3,7 hab./km²).